# Charlie Simmer
Charles Robert Simmer, född 20 mars 1954 i Terrace Bay, Ontario, är en kanadensisk före detta professionell ishockeyspelare. Simmer spelade i NHL för California Golden Seals, Cleveland Barons, Los Angeles Kings, Boston Bruins och Pittsburgh Penguins åren 1974–1988.

## Karriär
Charlie Simmer valdes som 39:e spelare totalt i NHL-draften 1974 av California Golden Seals. Han debuterade i NHL säsongen 1974–75 med 21 poäng på 35 matcher för Golden Seals. Efter två knaggliga säsonger med Golden Seals och Cleveland Barons 1975–76 och 1976–77 skrev Simmer på som free agent med Los Angeles Kings inför säsongen 1977–78.
Första säsongen med Los Angeles Kings, 1977–78, blev det endast tre matcher i NHL för Simmer som annars höll till i AHL med Springfield Indians. Säsongen 1978–79 slog han igenom i NHL med 21 mål och 48 poäng på 38 matcher i Kings-tröjan. Simmer fick speltid i en kedja med stjärnspelarna Marcel Dionne och Dave Taylor som kom att döpas till "Triple Crown Line" och säsongen 1979–80 ledde han hela NHL med 56 mål på endast 64 matcher. Han upprepade sina 56 mål säsongen 1980–81 och satte personligt rekord med 105 poäng. Simmer spelade för Kings fram till och med säsongen 1984–85 då han byttes bort till Boston Bruins.
1987 lade Pittsburgh Penguins beslag på Simmer från Bruins i det årets Waiver Draft. Efter en säsong med Penguins avslutade Simmer karriären med spel i Eintracht Frankfurt i Västtyskland samt med San Diego Gulls i IHL.

## Statistik
MJHL = Manitoba Junior Hockey League

### Klubbkarriär
| 1971–72    | Kenora Muskies              | MJHL       | 45  | 14  | 31  | 45  | 77  | —  | — | — | —  | —  |
| 1972–73    | Kenora Muskies              | MJHL       | 48  | 43  | 68  | 111 | 57  | —  | — | — | —  | —  |
| 1973–74    | Sault Ste. Marie Greyhounds | OHA        | 70  | 45  | 54  | 99  | 137 | —  | — | — | —  | —  |
| 1974–75    | California Golden Seals     | NHL        | 35  | 8   | 13  | 21  | 26  | —  | — | — | —  | —  |
| 1974–75    | Salt Lake Golden Eagles     | CHL        | 47  | 12  | 29  | 41  | 86  | —  | — | — | —  | —  |
| 1975–76    | California Golden Seals     | NHL        | 21  | 1   | 1   | 2   | 22  | —  | — | — | —  | —  |
| 1975–76    | Salt Lake Golden Eagles     | CHL        | 42  | 23  | 16  | 39  | 96  | —  | — | — | —  | —  |
| 1976–77    | Cleveland Barons            | NHL        | 24  | 2   | 0   | 2   | 16  | —  | — | — | —  | —  |
| 1976–77    | Salt Lake Golden Eagles     | CHL        | 51  | 32  | 30  | 62  | 37  | —  | — | — | —  | —  |
| 1977–78    | Los Angeles Kings           | NHL        | 3   | 0   | 0   | 0   | 2   | —  | — | — | —  | —  |
| 1977–78    | Springfield Indians         | AHL        | 75  | 42  | 41  | 83  | 100 | 4  | 0 | 1 | 1  | 5  |
| 1978–79    | Los Angeles Kings           | NHL        | 37  | 21  | 27  | 48  | 16  | 2  | 1 | 0 | 1  | 2  |
| 1978–79    | Springfield Indians         | AHL        | 39  | 13  | 23  | 36  | 33  | —  | — | — | —  | —  |
| 1979–80    | Los Angeles Kings           | NHL        | 64  | 56  | 45  | 101 | 65  | 3  | 2 | 0 | 2  | 0  |
| 1980–81    | Los Angeles Kings           | NHL        | 65  | 56  | 49  | 105 | 62  | —  | — | — | —  | —  |
| 1981–82    | Los Angeles Kings           | NHL        | 50  | 15  | 24  | 39  | 42  | 10 | 4 | 7 | 11 | 22 |
| 1982–83    | Los Angeles Kings           | NHL        | 80  | 29  | 51  | 80  | 51  | —  | — | — | —  | —  |
| 1983–84    | Los Angeles Kings           | NHL        | 79  | 44  | 48  | 92  | 78  | —  | — | — | —  | —  |
| 1984–85    | Los Angeles Kings           | NHL        | 5   | 1   | 0   | 1   | 4   | —  | — | — | —  | —  |
| 1984–85    | Boston Bruins               | NHL        | 63  | 33  | 30  | 63  | 35  | 5  | 2 | 2 | 4  | 2  |
| 1985–86    | Boston Bruins               | NHL        | 55  | 36  | 24  | 60  | 42  | 3  | 0 | 0 | 0  | 4  |
| 1986–87    | Boston Bruins               | NHL        | 80  | 29  | 40  | 69  | 59  | 1  | 0 | 0 | 0  | 2  |
| 1987–88    | Pittsburgh Penguins         | NHL        | 50  | 11  | 17  | 28  | 24  | —  | — | — | —  | —  |
| 1988–89    | Eintracht Frankfurt         | Bundesliga | 36  | 19  | 32  | 51  | 68  | 4  | 1 | 2 | 3  | 13 |
| 1990–91    | San Diego Gulls             | IHL        | 43  | 16  | 7   | 23  | 63  | —  | — | — | —  | —  |
| 1991–92    | San Diego Gulls             | IHL        | 1   | 0   | 0   | 0   | 0   | —  | — | — | —  | —  |
| NHL totalt | NHL totalt                  | NHL totalt | 712 | 342 | 369 | 711 | 544 | 24 | 9 | 9 | 18 | 32 |

### Internationellt
| År            | Lag           | Turnering     |    | Matcher | Mål | Assist | Poäng | Utv |
| ------------- | ------------- | ------------- | -- | ------- | --- | ------ | ----- | --- |
| 1983          | Kanada        | VM            | 10 | 2       | 3   | 5      | 8     |     |
| Senior totalt | Senior totalt | Senior totalt | 10 | 2       | 3   | 5      | 8     |     |

## Meriter
- NHL First All-Star Team – 1979–80 och 1980–81
- Bill Masterton Trophy – 1985–86